# Gare de Palaiseau - Villebon
Pour les articles homonymes, voir Gare de Palaiseau (homonymie).
Ne doit pas être confondu avec Gare de Villebon-État.
La gare de Palaiseau - Villebon est une gare ferroviaire française de la ligne de Sceaux, située sur le territoire de la commune de Palaiseau, à proximité de Villebon-sur-Yvette, dans le département de l'Essonne, en région Île-de-France.
C'est une gare de la Régie autonome des transports parisiens (RATP), desservie par les trains de la ligne B du RER sur la branche Saint-Rémy-lès-Chevreuse de la ligne.

## Histoire
Le 23 juin 1983, la gare fut le théâtre d'un accident : un train (code PNYX) qui devait assurer un service sans arrêt entre Massy-Palaiseau et Orsay-Ville se retrouva arrêté à la suite de l'actionnement du système d'alarme par une voyageuse qui pensait être dans un train omnibus. Le train suivant (codé LOTA) devait assurer un service omnibus et partit de la gare précédente, Palaiseau, avec un signal en panne. Persuadé que le train le précédent s'éloignait sans marquer d'arrêt, le conducteur ne roula pas en vitesse prudente et lente et n'eut pas le temps de stopper son train en constatant que la voie était occupée. L'accident fit trente-six blessés dont quatre graves. La rame tamponnée, de type MI 79, fut faiblement endommagée. La rame tamponnante, une Z 23000, fut sévèrement abîmée et des voitures durent être réformées. Il fallut découper le toit d'une voiture tamponnante pour que le train puisse passer sous le pont de Palaiseau, lorsqu'il fut tracté vers Massy-Palaiseau pour dégager la voie.
En novembre 2007, la passerelle permettant le franchissement est remplacé par un passage souterrain.
En 2019, 910 971 voyageurs sont entrés à cette gare, ce qui la place en 55e position des gares de RER exploitées par la RATP pour sa fréquentation.

## Service des voyageurs

### Accueil
La traversée des voies s'effectuait par une passerelle mise en service le 15 avril 1970 qui remplaçait une ancienne traversée en planches. Cette passerelle a été remplacée par un passage souterrain.

### Desserte
Elle est desservie par les trains de la ligne B du RER parcourant la branche Saint-Rémy-lès-Chevreuse.

### Intermodalité
La gare est desservie par les lignes 1 et 14, 18, 19, S2, D, Y et Z du réseau de bus Paris-Saclay et, la nuit, par la ligne N122 du réseau Noctilien.

Galerie de photographies
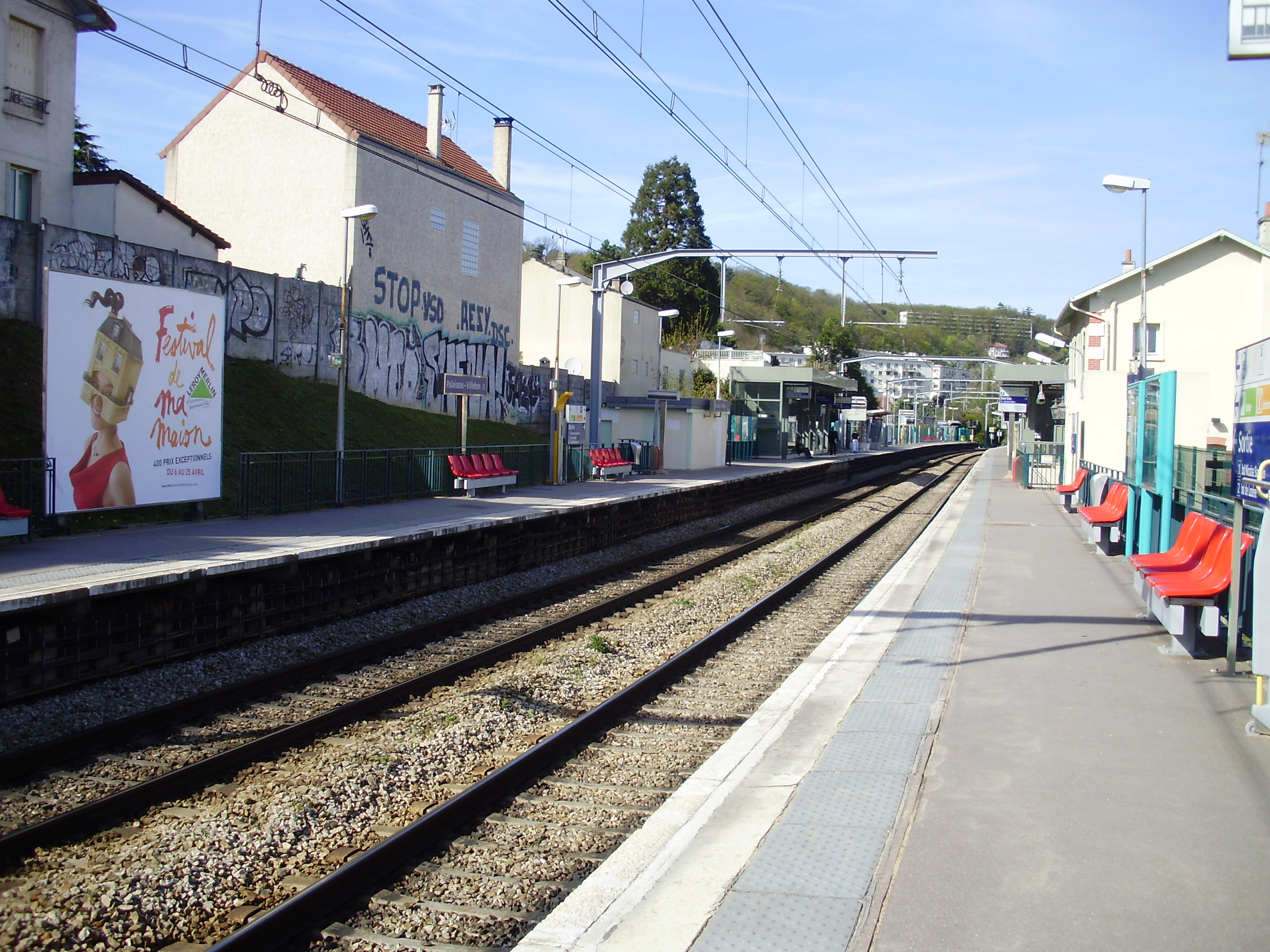
Vue en direction d'Aéroport CDG 2/Mitry - Claye.
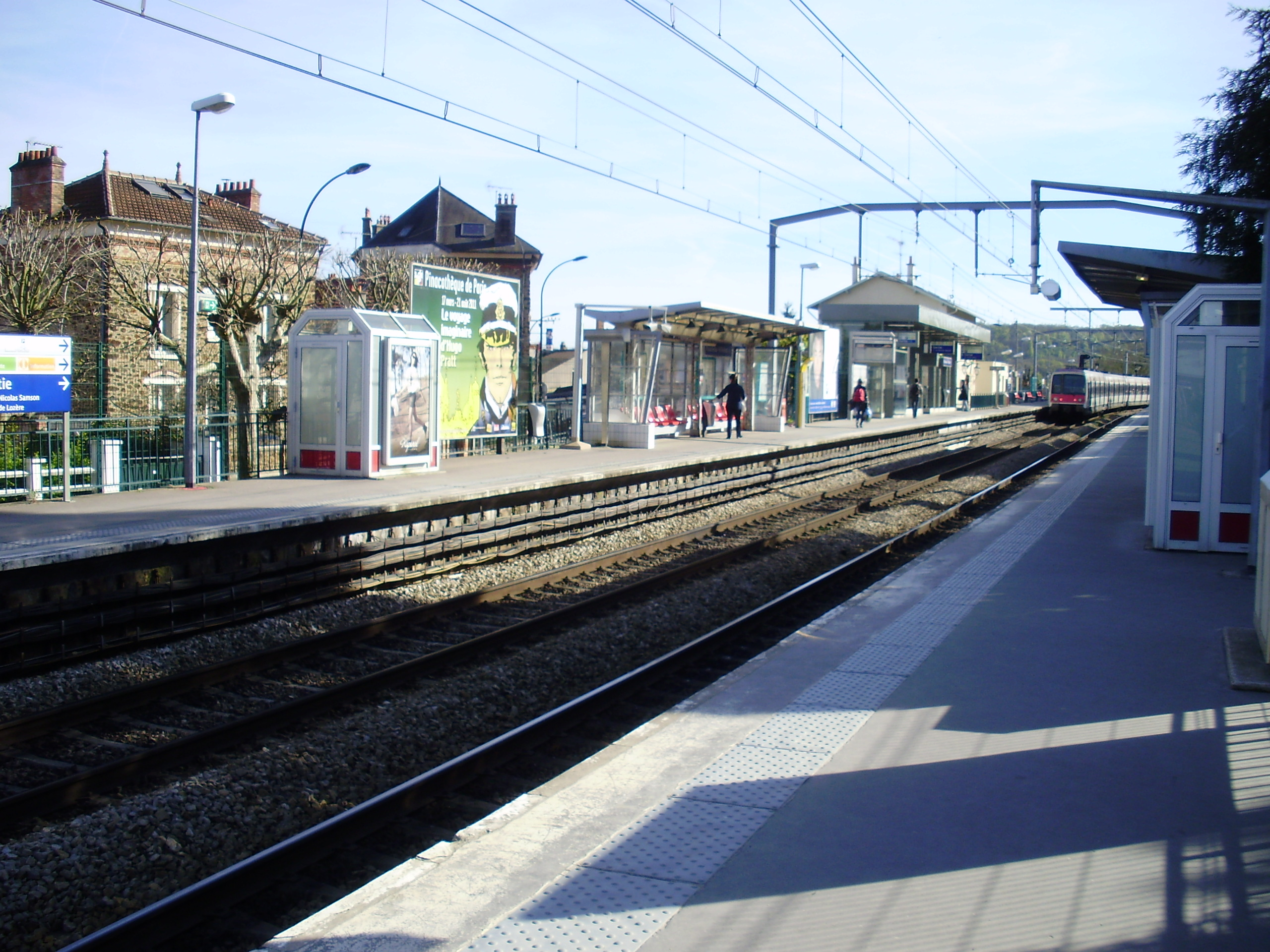
Vue en direction de Saint-Rémy-lès-Chevreuse.
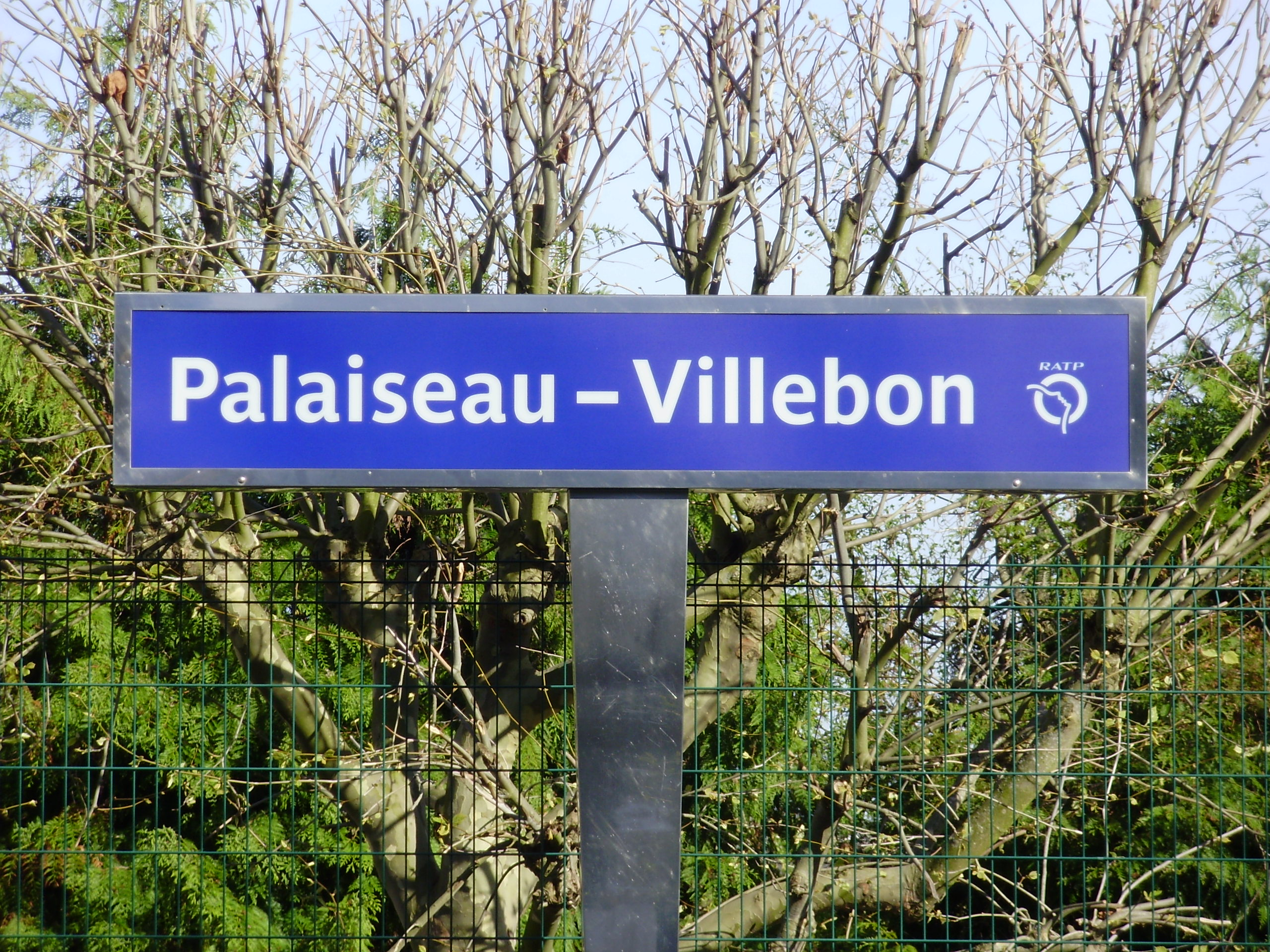
Panneau signalétique.
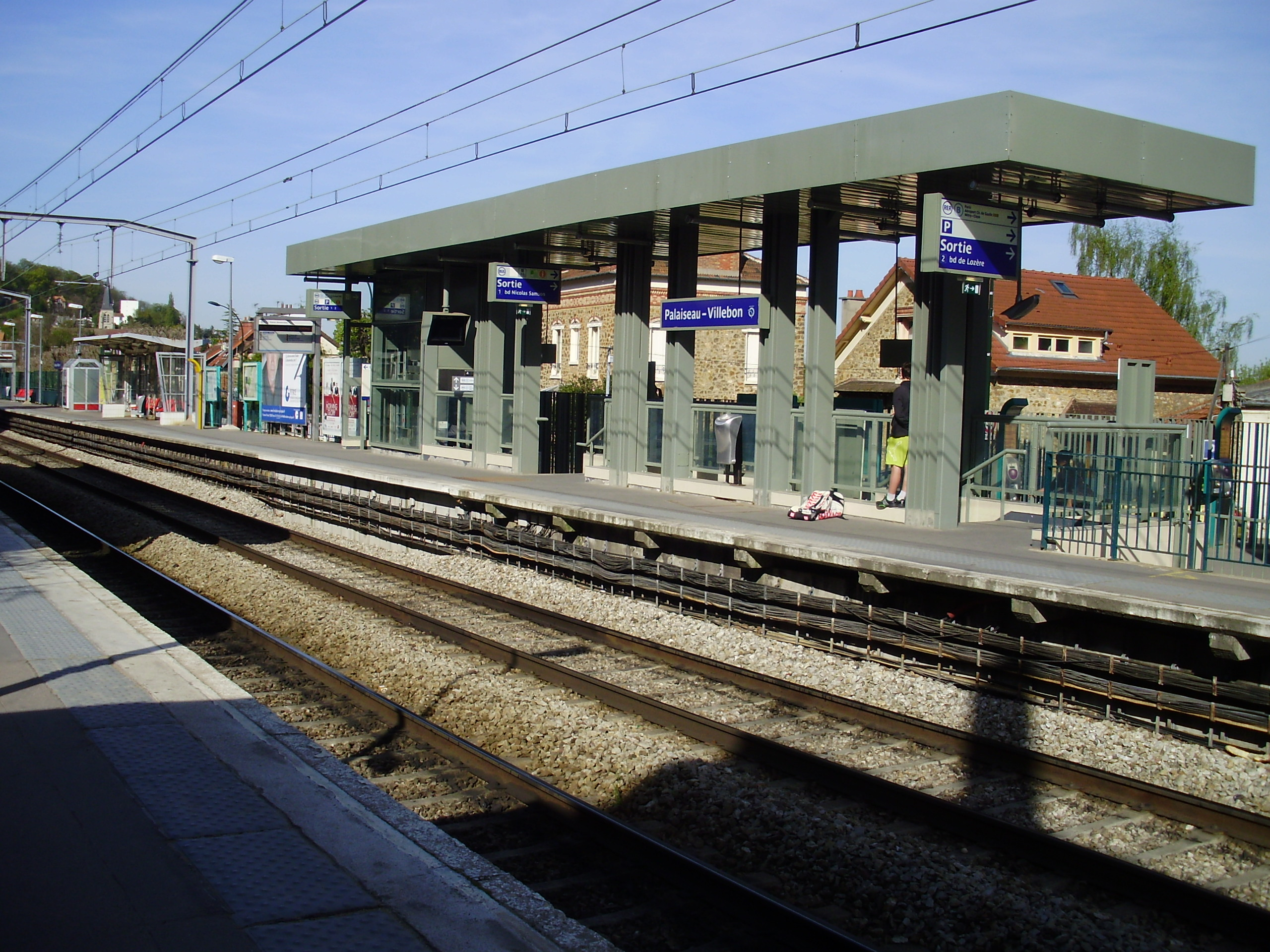
Accès au passage souterrain sur le quai pour Saint-Rémy-lès-Chevreuse.